# Aeroportul Regional Pierre
Aeroportul Regional Pierre (IATA: PIR, ICAO: KPIR, FAA LID: PIR) este un aeroport din Dakota de Sud, Statele Unite ale Americii ce deservește zona Pierre. Aeroportul a fost tranzitat în 2019 de 29.204 pasageri. A fost numit după zona deservită.
Situat la o altitudine de 532 m, aeroportul dispune de 2 piste.

## Infrastructură

### Piste
Aeroportul dispune de 2 piste. Pista 07/25 are suprafața de asfalt și dimensiunile 6.881 picioare × 150 picioare. Pista 13/31 are suprafața de asfalt și dimensiunile 6.900 picioare × 100 picioare. 